# Barrio Ñucahua
Barrio Ñucahua är en ort i Mexiko.   Den ligger i kommunen Santa María Huazolotitlán och delstaten Oaxaca, i den sydöstra delen av landet, 400 km söder om huvudstaden Mexico City. Barrio Ñucahua ligger 314 meter över havet och antalet invånare är 203.
Terrängen runt Barrio Ñucahua är kuperad söderut, men norrut är den platt. Runt Barrio Ñucahua är det ganska glesbefolkat, med 26 invånare per kvadratkilometer. Närmaste större samhälle är Santiago Pinotepa Nacional, 15,9 km väster om Barrio Ñucahua. Omgivningarna runt Barrio Ñucahua är en mosaik av jordbruksmark och naturlig växtlighet.